# Comète sombre
Une comète sombre est un petit corps du Système solaire qui n'a pas de chevelure détectable mais qui, comme les comètes, subit une accélération non gravitationnelle qui n'est pas compatible avec des effets radiatifs. Identifiées comme une classe d'objets en 2023, les comètes sombres se divisent en deux groupes de tailles et de caractéristiques orbitales différentes, les comètes sombres internes et les comètes sombres externes.

## Caractéristiques et dénombrement
Ces objets sont généralement petits (de l'ordre de 10 à 100 m), avec une rotation rapide (période de quelques minutes à quelques heures pour les objets pour lesquels elle a été mesurée) et une accélération non radiale. En 2024 on en dénombre 14 :
- cinq comètes sombres externes ayant des orbites passant près de l'orbite de Jupiter à l'aphélie (semblables à celles des comètes de la famille de Jupiter) et des diamètres mesurant des centaines de mètres ou plus : 1998 FR11, 2001 ME1, 2003 RM, 2005 UY6 et 2012 UR158 ;
- neuf comètes sombres internes ayant des orbites plus petites, plus circulaires et croisant celle de la Terre, plus sombres et de plus petite taille (diamètre de 50 m ou moins) : 1998 KY26, 2005 VL1, 2006 RH120, 2010 RF12, 2010 VL65, 2013 BA74, 2013 XY20, 2016 GW221 et 2016 NJ33.

## Origine
Selon Taylor et al. (2024b), « les forces requises pour empêcher une désintégration catastrophique sont cohérentes avec celles mesurées dans les noyaux cométaires et attendues dans les piles de débris ». Selon eux, ces objets seraient le résultat final d'une cascade de fragmentation rotationnelle et la majorité de ces corps proviendraient de la résonance ν6, ce qui implique l'existence de substances volatiles dans la ceinture principale interne actuelle.
L'origine des comètes sombres est sans doute différente pour les deux groupes de comètes sombres. Les comètes sombres externes peuvent être des comètes de la famille de Jupiter qui ont perdu l'essentiel de leur activité, par épuisement ou par étouffement (isolation de leur surface par l'accumulation des poussières retombées des jets d'eau et de poussières). L'origine des comètes sombres internes est plus mystérieuse, mais elles pourraient être des comètes sombres externes piégées par interaction gravitationnelle près de leur périhélie, ou des comètes de la ceinture principale asséchées après une longue période d'activité,.

## Exemple
- (523599) 2003RM (id), probablement originaire de la ceinture principale externe, bien qu'une origine de comète de la famille de Jupiter soit également plausible[4],[5].